# Plan de Guadalupe Sección Kilómetro 21
Plan de Guadalupe Sección Kilómetro 21 es una localidad del municipio de Balancán ubicado en la subregión de los Ríos del estado mexicano de Tabasco.

## Geografía
La localidad se ubica a 24.0 kilómetros (en dirección sudeste) de la localidad de Balancán de Domínguez, la cabecera y lugar más poblado del municipio. Se sitúa en las coordenadas geográficas 17°54′01″N 91°19′57″O / 17.900278, -91.332500, a una elevación de 48 metros sobre el nivel del mar.

## Demografía
Según el Conteo de Población y Vivienda 2020, efectuado por el Instituto Nacional de Estadística y Geografía, la localidad de Plan de Guadalupe Sección Kilómetro 21 tiene 31 habitantes, de los cuales 16 son del sexo masculino y 15 del sexo femenino. Su tasa de fecundidad es de 2.58 hijos por mujer y tiene 9 viviendas particulares habitadas.
| Gráfica de evolución demográfica de Plan de Guadalupe Sección Kilómetro 21 entre 1995 y 2020 |
|                                                                                              |
| INEGI.                                                                                       |